# Stacey Dash
Stacey Lauretta Dash, född 20 januari 1967 i The Bronx i New York, är en amerikansk skådespelerska, mest känd för sin roll som Dionne Davenport i filmen Clueless och den efterföljande TV-serien med samma namn. Hon har även medverkat i filmer som Moving, Mo' Money, Renaissance Man och View from the Top. Hon medverkade också i reality-serien Celebrity Circus som sändes på NBC år 2008. Hon har även medverkat i musikvideor för sångaren Carl Thomas låt "Emotional", och i Kanye Wests  musikvideo för låten "All Falls Down".
Sedan maj 2014 jobbar Dash som nöjes- och kulturkommentator på TV-stationen Fox News.
Dash föddes i Bronx i New York och är kusin med Damon Dash, skaparen av skivbolaget Roc-A-Fella Records. Dash gjorde sin debut på TV i NBC:s kriminaldrama Farrell: For the People år 1982.
Hennes första mer kända roll kom 1985 då hon spelade karaktären Michelle i The Cosby Show. Hon medverkade senare i ett avsnitt av komediserien The Fresh Prince of Bel-Air. Hennes första ledande roll kom 1988 i TV-serien TV101, där hon spelade mot bland andra Matt LeBlanc. Serien lades dock ned efter bara tretton avsnitt. Hennes stora genombrott kom 1995 när hon fick rollen som Dionne Davenport i filmen Clueless, en tonårskomedi där hon spelade mot Alicia Silverstone och Brittany Murphy.